# ديدييه لوبيز
ديدييه لوبيز (بالإسبانية: Didier Chaparro)‏ (و. 1987  م) هو راكب دراجة هوائية كولومبي، ولد في كولومبيا.

## سباقات أو مراحل فاز بها
| التاريخ        | السباق                                                     | المركز                  |
| -------------- | ---------------------------------------------------------- | ----------------------- |
| 19 أغسطس 2018  | فولتا كولومبيا 2018                                        | التاسع في التصنيف العام |
| 30 سبتمبر 2018 | 2018 Clásico RCN                                           | المركز الثالث           |
| 29 سبتمبر 2019 | 2019 Clásico RCN                                           | المركز الثاني           |
| 22 نوفمبر 2020 | فولتا كولومبيا 2020                                        | الخامس في التصنيف العام |
| 06 ديسمبر 2020 | 2020 Clásico RCN                                           | الثامن في التصنيف العام |
| 30 أكتوبر 2022 | 2022 Clásico RCN                                           | الثامن في التصنيف العام |
| 05 فبراير 2023 | 2023 Colombia National Road Cycling Championships - Men RR | العاشر في التصنيف العام |

## روابط خارجية
- ديدييه لوبيز على موقع الاتحاد الدولي للدراجات (الإنجليزية)
- ديدييه لوبيز على موقع أرشيف الدراجات (الإنجليزية)
- ديدييه لوبيز على موقع إحصائيات الدراجات الإحترافية (الإنجليزية)
- ديدييه لوبيز على موقع نسبة الدراجات (الإنجليزية)